# 알렉시스 허먼
알렉시스 마거릿 허먼(Alexis Margaret Herman, 1947년 7월 16일 ~ 2025년 4월 25일)은 미국의 민주당 정치인으로, 빌 클린턴 대통령 재임 기간인 1997년부터 2001년까지 제23대 노동부 장관을 지냈다. 이 직책을 맡은 최초의 아프리카계 미국인이었다. 그 이전에는 대통령 보좌관 겸 백악관 공보국 국장으로 일했다.
허먼은 모빌에서 자랐다. 대학 졸업 후 흑인 노동자와 여성의 고용 기회를 개선하기 위해 노력했다. 이후 지미 카터 행정부에 합류하여 노동부의 여성국 국장으로 일했다. 민주당에서 활동하며 제시 잭슨의 선거 캠페인에 참여했고, 나중에는 로널드 H. 브라운 하의 민주당 전국위원회 수석보좌관을 지냈다. 1997년 빌 클린턴 대통령의 내각에 합류했다.
2000년 대통령 선거에서 앨 고어가 패배한 후에도 허먼은 민주당 정치 활동을 계속했으며, 코카콜라와 토요타 같은 기업 이사회에서 활동하며 사기업 부문에도 참여했다.

## 어린 시절과 교육
허먼은 1947년 7월 16일 모빌에서 정치인 앨릭스 허먼과 학교 교사 글로리아 카포니스의 딸로 태어났으며, 가톨릭 가정에서 자랐다. 그의 아버지는 앨라배마주 최초의 흑인 워드 리더가 되었다. 그녀는 나중에 백인 우월주의 단체인 쿠 클럭스 클랜 단원들이 자신이 다섯 살 때 아버지를 폭행했던 일을 회상했다.
허먼이 모빌에서 성장할 당시 학교는 인종 분리 상태였다. 그녀의 부모는 알렉시스를 교구 학교, 특히 하트 오브 메리 고등학교에 보냈는데, 이는 교사들이 백인 수녀와 신부를 포함하여 그녀가 더 큰 다양성에 노출될 수 있게 하기 위함이었다.
2학년 때, 그녀는 모빌 대교구가 백인 학생들이 참여하는 종교 행사에서 흑인 학생들을 배제한 것에 대해 의문을 제기하여 학교에서 정학당했다. 허먼의 동급생 흑인 학생들의 부모들이 일주일간 이의를 제기한 후, 그녀는 다시 입학 허가를 받았다.
고등학교 졸업 후, 허먼은 위스콘신주 매디슨의 에지우드 칼리지와 모빌의 스프링 힐 칼리지에 다녔다. 그녀는 뉴올리언스의 루이지애나 로욜라 대학교로 편입하여 델타 시그마 세타 여성회 감마 알파 지부의 적극적인 회원으로 활동했으며, 1969년 사회학 문학사 학위를 받고 졸업했다.

## 경력
대학 졸업 후, 허먼은 모빌로 돌아와 자신이 다녔던 학교를 포함한 교구 학교들의 분리 철폐를 돕는 일을 했다. 그 후 그녀는 파스카굴라 (미시시피주)에 있는 가톨릭 자선회에서 사회복지사로 일하며, 도시 조선소가 미숙련 흑인 노동자들에게 훈련을 제공해야 한다고 주장했다. 파스카굴라 이후, 허먼은 조지아주 애틀랜타로 이주하여 남부 지역 위원회의 흑인 여성 고용 프로그램 국장으로 일했다. 이 프로그램은 소수 민족 여성을 관리직이나 기술직으로 진출시키는 것을 목표로 했다.
나중에 뉴욕에 본사를 둔 컨설팅 회사 RTP에서 일하며, 허먼은 비전통적인 직종에 있는 여성들에게 견습 기회를 제공하는 프로그램을 이끌었다. RTP에서 그녀는 레이 마셜을 만났다. 지미 카터가 1977년 대통령이 된 후, 그와 새로 취임한 노동부 장관 마셜은 허먼에게 노동부의 여성국 국장을 맡아달라고 요청했다. 29세에 그녀는 이 직책을 맡은 가장 젊은 사람이었고, 이는 여성을 위한 사업 기회 개선을 위해 노력해야 하는 자리였다. 그녀는 코카콜라, 델타 항공, 제너럴 모터스와 같은 기업들이 고용 과정에서 다양성 증진을 우선순위에 두도록 장려하는 데 힘썼다.
1981년 카터 행정부 말기에 허먼은 노동부 직을 그만두고 컨설팅 회사 A.M. 허먼 & 어소시에이츠를 설립했다. 허먼과 회사는 다양한 마케팅 및 경영 문제, 예를 들어 교육 프로그램, 마케팅 전략, 조직 전략 개발 등에 대해 기업들과 협력했다. 그녀는 제시 잭슨이 1984년과 1988년 민주당 대통령 후보 지명을 위해 출마했을 때 선거 운동의 전당대회 팀을 관리했다. 잭슨 선거 운동에서 일한 경험 덕분에 허먼은 민주당 전국위원회 위원장 로널드 H. 브라운의 수석보좌관을 지냈고, 나중에는 1992년 민주당 전당대회 부위원장을 맡았다.

### 백악관 공보국장
1992년 대통령 선거에서 빌 클린턴이 승리한 후, 허먼은 대통령직 인수 위원회 부국장이 되었다. 클린턴은 이후 그녀를 백악관 공보국 국장으로 임명하여 이익집단과의 행정부 관계를 담당하게 했다. 이 역할에서 허먼은 백악관 정책을 추진하거나 주요 집단의 우려를 완화하기 위해 비공식 저녁 식사를 반복적으로 주선했다. 그녀는 아웃리치 활동의 일환으로 전미 흑인 지위 향상 협회와 의회 흑인 코커스의 지지를 얻었다. 또한 허먼은 클린턴 행정부의 무역 협정인 북미 자유 무역 협정에 대한 지지를 얻기 위한 노력의 일환으로 재계 인사들의 존경을 받았다.

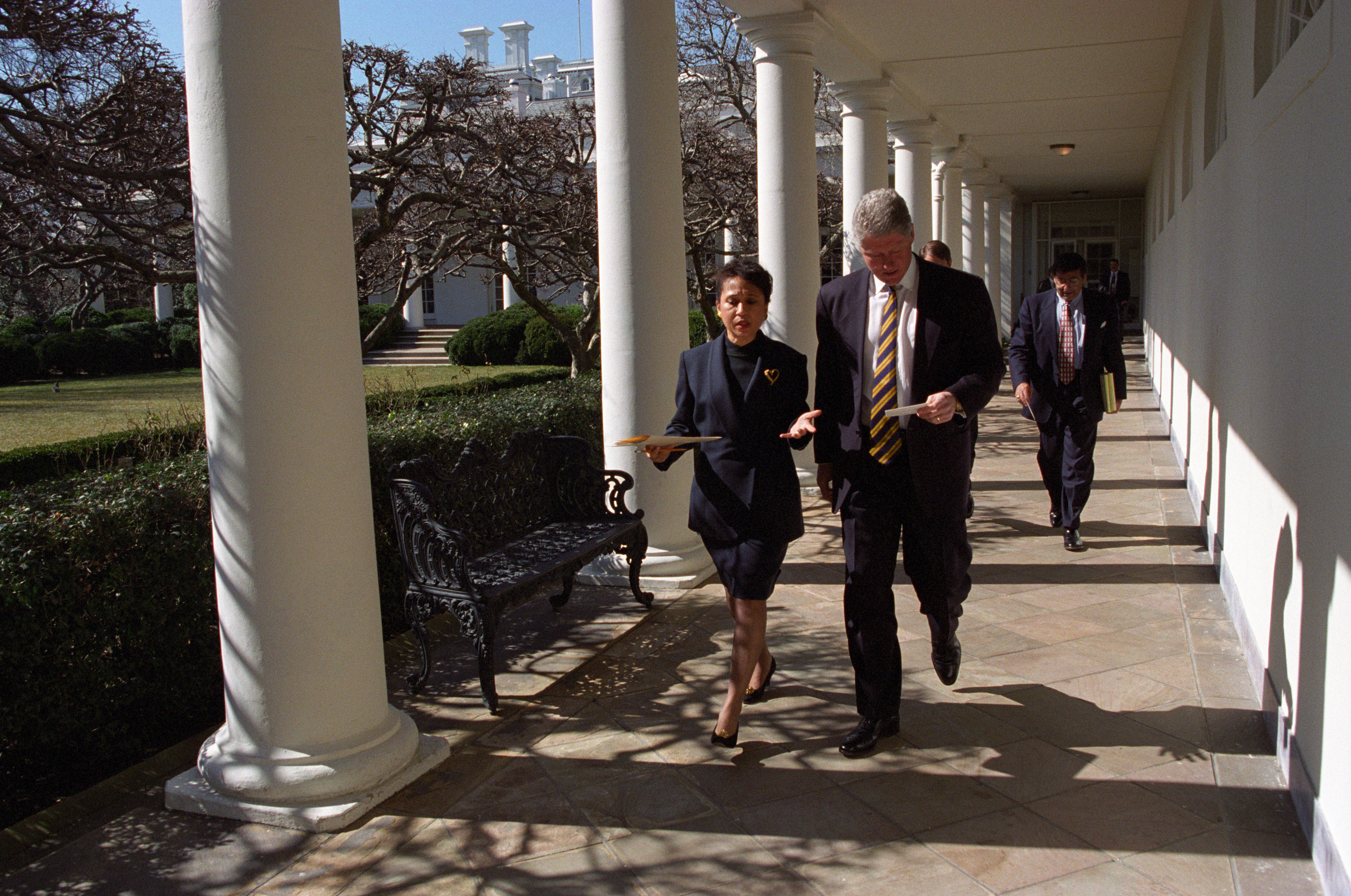
1995년 2월 백악관 회랑을 대통령 빌 클린턴과 함께 걷는 허먼

국장 재임 기간 동안 허먼은 상무부 장관이자 허먼의 전 민주당 전국위원회 상사였던 로널드 브라운이 비행기 추락 사고로 사망하는 사건도 겪었다. 국장으로서 허먼은 그의 죽음 이후 공개 및 비공개 애도 기간을 위한 조치를 마련했다. 이 비극은 허먼과 마찬가지로 브라운과 가까웠던 클린턴 대통령과의 관계를 더욱 강화했다.

### 노동부 장관
1996년, 클린턴 대통령은 퇴임하는 로버트 라이시 장관을 대신하여 허먼을 미국 노동부 장관으로 지명할 의사를 밝혔다. 노동조합은 공개적으로 지명을 지지했지만, 대부분 해리스 워포드, 에스테반 에드워드 토레스, 앨런 휘트와 같은 다른 잠재적 후보들을 지지했었다. 허먼의 미국 상원 인준은 두 차례 지연되었다. 첫 번째는 클린턴이 자금 모금 행사로 사용한 백악관 커피 모임 조직에서의 그녀의 역할에 대한 질문 때문이었다. 두 번째는 상원 공화당이 클린턴이 결국 포기한 연방 건설 프로젝트와 관련된 제안된 행정명령에 대한 반대 때문에 그녀의 인준 투표를 허용하지 않았기 때문이었다. 지연이 끝난 후, 상원 노동 위원회는 1997년 3월 18일 그녀의 인준 청문회를 열었다. 그리고 1997년 4월 30일, 상원은 85대 13으로 인준안을 통과시켰다. 허먼은 1997년 5월 9일 취임했다. 그녀는 최초의 아프리카계 미국인이자 다섯 번째 여성으로 이 직책을 맡았다.
노동부 장관으로서 허먼은 당시 17,000명의 직원을 두고 390억 달러의 연간 예산으로 운영되는 미국 노동부를 감독했다. 노동부는 안전 문제와 차별 금지를 포함한 다양한 직장 관련 법규를 집행하는 임무를 맡고 있다. 허먼 재임 기간 동안 미국 실업률은 수십 년 만에 가장 낮은 수준을 기록했다.

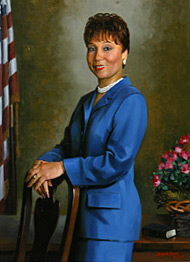
허먼의 미국 노동부 공식 초상화

허먼은 20년 만에 미국에서 가장 큰 파업이었던 1997년 유나이티드 파셀 서비스(UPS) 노동자 파업을 처리한 능력으로 동료들로부터 칭찬을 받았다. 8월에 파업이 시작된 후, 허먼은 팀스터즈의 론 캐리 위원장과 UPS 회장을 개인적으로 만나 쟁점을 정리했다. 그녀는 협상에서 중요한 중재자 역할을 했으며, 파업은 15일 만에 해결되었다. 파업 해결에서의 허먼의 역할은 그녀가 장관으로서 자신의 의제를 추진하기 시작하면서 대중적 인지도를 높였다.
장관으로서 허먼은 1996년과 1997년 최저 임금 인상을 지지하여, 1997년 9월까지 시간당 0.90달러 인상된 5.15달러로 만들었다. 허먼은 임금 인상이 노동자들의 구매력을 높였다고 주장했다. 그녀는 나중에 3년 동안 최저 임금을 인상하려는 1999년 공화당 지지 계획에 반대하며, 대신 2년 안에 인상하는 시간표를 지지했다. 허먼은 또한 세금 감면이 상쇄되지 않는다는 이유로 이 법안에 반대했다.
장관으로서 허먼의 책임 중 하나는 아동 노동법 집행이었다. 재임 기간 동안 노동부는 장난감 가게 체인 토이저러스에 미성년 직원들이 할 수 있는 작업 유형과 근무 시간을 제한하는 법규를 위반한 것에 대해 20만 달러의 벌금을 부과했다. 300명이 넘는 십대 직원들이 허용된 시간보다 더 늦게까지 더 오래 일한 것으로 밝혀졌고, 토이저러스는 이러한 관행을 중단하기로 합의했다.
허먼은 18세 미만 아동을 노예, 인신매매, 강제 노동 및 기타 학대로부터 보호하기 위해 마련된 국제 노동 기구의 아동 노동 협약에 미국의 참여를 지지했다. 그녀는 또한 18세 미만 청소년의 자발적인 군 복무를 허용하는 조항에 대한 미국의 지지를 옹호했다. 이는 미국, 영국, 독일, 네덜란드에서 허용되는 관행이다. 다른 국가, 노동조합, 앰네스티 인터내셔널을 포함한 반대자들은 더 엄격한 조항을 촉구했지만, 허먼은 협약의 초점이 자발적인 군 복무가 아닌 강제 노동에 맞춰져야 한다고 주장했다.
법무장관 재닛 리노는 1998년 5월, 사업가 로랑 J. 예네가 허먼이 백악관에서 일하는 동안 리베이트를 받았다고 주장한 후 특검 랄프 I. 랜카스터 주니어를 임명하여 허먼을 조사하게 했다. 리노는 FBI 예비 조사 후 예네의 주장에 회의적이었지만, 주장이 근거 없음을 확인할 수 없을 때는 법에 따라 특검을 임명해야 한다고 믿었다. 23개월간의 조사 끝에 특검 랜카스터는 허먼이 어떤 법도 위반하지 않았으며 모든 혐의에서 무죄라고 결론 내렸다. 그녀는 클린턴 내각 장관 중 특검 조사를 받은 다섯 번째 인물이었고, 모든 혐의에서 무죄 선고를 받은 네 번째 인물이었다. 내각 구성원에 대한 특검 조사에는 9500만 달러가 소요되었으며 어떤 중범죄도 밝혀내지 못했다. 이로 인해 의회는 1999년 6월 독립 검사법을 재승인 없이 만료시켰다.
허먼은 2000년 앨 고어의 대통령 선거 운동에서 활발하게 활동했다. 플로리다 재검표 기간 동안 허먼은 고어 행정부 전환 계획 팀의 일원이었다. ABC 뉴스와 뉴욕 타임스는 고어가 승리할 경우 그녀가 고어의 백악관에 남을 유력한 후보라고 보았다. 조지 W. 부시 행정부에서는 일레인 차오가 그녀의 후임 노동부 장관이 되었다.

### 정부 퇴임 후

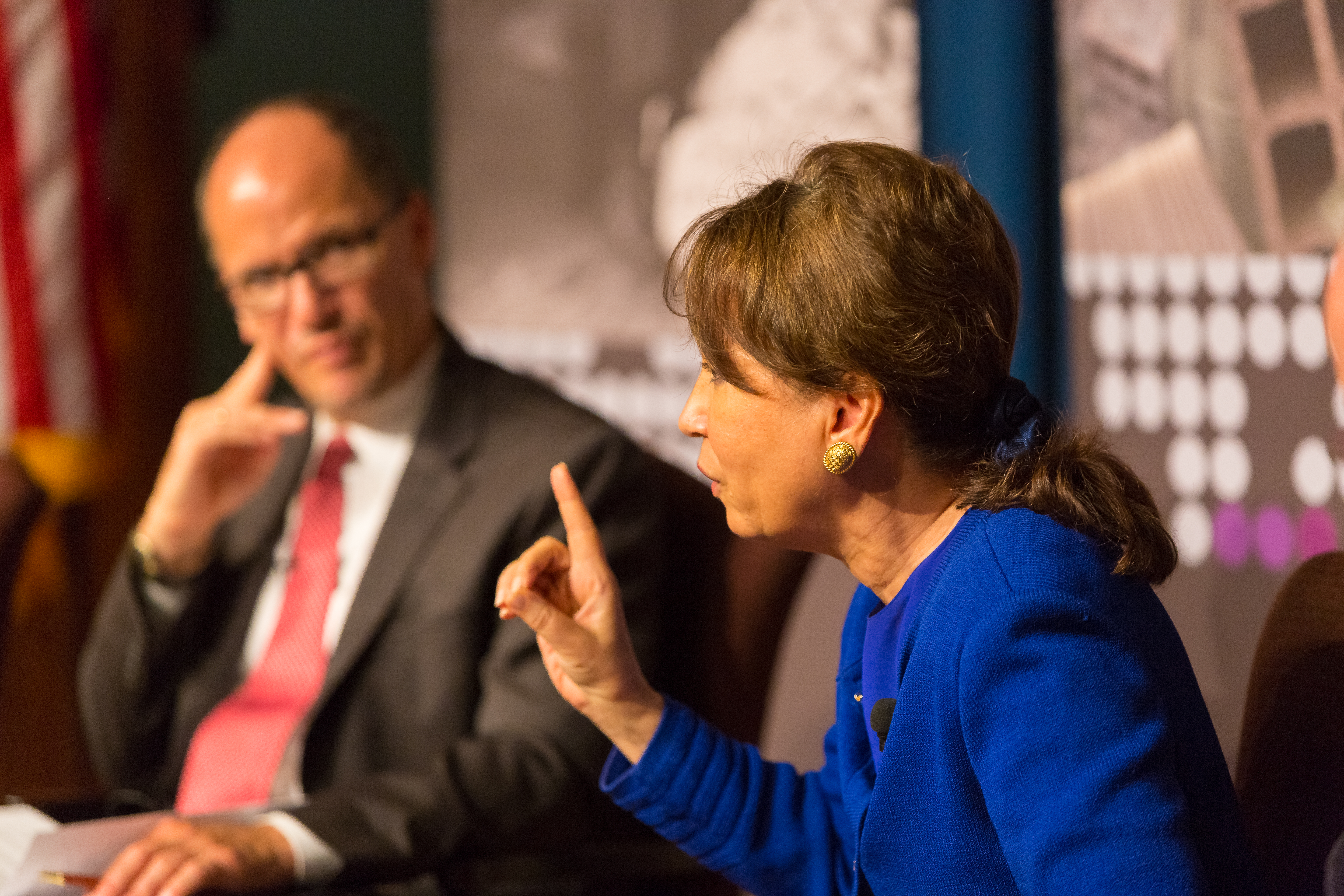
토머스 페레스와 알렉시스 허먼이 2013년 9월 30일 미국 노동부의 2012년 강제 노동 및 인신매매 조사 결과에 대한 원탁 회의에 참여하고 있다.

허먼은 2004년 대통령 선거에서 민주당 대통령 후보 존 케리의 인수 팀 공동 의장을 맡았다. 2005년 민주당 전국위원회 위원장인 하워드 딘은 허먼과 변호사 제임스 루스벨트 주니어를 규정 및 정관 위원회 공동 의장으로 임명했다. 이 직책을 통해 허먼과 루스벨트는 2008년 민주당 전당대회에서 미시간주와 플로리다주의 대의원을 인정할지 여부를 두고 민주당 경선 후보였던 버락 오바마와 힐러리 클린턴 캠프 간의 분쟁의 중심에 서게 되었다. 허먼은 2016년 민주당 대통령 후보 경선에서 힐러리 클린턴을 지지했으며, 2016년 민주당 전당대회 부의사당 직을 맡았다.
2001년부터 2006년까지 허먼은 코카콜라 컴퍼니의 인적 자원 태스크포스 의장을 지냈다. 이듬해 코카콜라는 그녀를 이사로 선임했다. 허먼은 토요타의 다양성 자문 위원회에서 활동했다. 2006년, 토요타 북미 CEO가 성희롱 소송 피고인으로 지명된 후 사임하자, 회사는 허먼을 특별 태스크포스 팀장으로 임명하여 회사의 차별 금지 기준 준수를 감독하게 했다. 허먼은 커민스, MGM 리조트 인터내셔널, 엔터지, 소덱소 등 다른 주요 기업들의 이사회에서도 활동했으며, 뉴 벤처스(New Ventures, Inc.)의 회장 겸 CEO였다.
2010년, 허먼은 그해 1월 규모 7.0 Mw 지진 이후 아이티를 돕기 위해 빌 클린턴과 조지 W. 부시가 설립한 자선 단체인 클린턴 부시 아이티 기금 이사회에 임명되었다. 허먼은 또한 내셔널 어반 리그와 전국 간질 재단과 같은 시민 단체에도 참여했다.

## 수상
허먼은 학술 기관으로부터 20개 이상의 명예 박사 학위를 받았다.

## 개인사와 사망
허먼은 1974년 모빌 지역 마디 그라 협회의 카니발 퀸이었다. 그의 아버지는 젊은 시절 카니발 왕으로 활동했다.
허먼은 2000년 2월 워싱턴 국립 대성당에서 의사 찰스 프랭클린 주니어와 결혼했다. 프랭클린은 이전 결혼에서 세 자녀가 있었다. 그는 오랜 투병 끝에 2014년 사망했다.
허먼은 2025년 4월 25일 워싱턴 D.C.에서 77세의 나이로 사망했다.